# Tanhoko
Tanhoko est une localité située dans le département de Boussouma de la province du Sanmatenga dans la région Centre-Nord au Burkina Faso.

## Géographie
Tanhoko se situe à environ 6 km au sud-est de Boussouma, le chef-lieu départemental, et à 30 km au sud-est du centre de Kaya, la capitale de la région. Le village se trouve à 4 km à l'est de la route nationale 3 reliant Kaya à Korsimoro.

## Éducation et santé
Tanhoko accueille un centre de santé et de promotion sociale (CSPS) tandis que le centre hospitalier régional (CHR) se trouve à Kaya.
Tanhoko possède une école primaire publique.